# ستان مور
ستان مور (بالإنجليزية: Stan Moore)‏ هو كاتب سيناريو ومخرج أمريكي، ولد في 9 فبراير 1956.

## وصلات خارجية
- ستان مور على موقع IMDb (الإنجليزية)
- ستان مور على موقع قاعدة بيانات الفيلم (الإنجليزية)
- ستان مور على موقع كينوبويسك (الروسية)